# Hans Dechend
Hans Walter Eckhardt Dechend (né le 21 juillet 1849 à Potsdam et mort le 30 juin 1932 à Hirschberg-des-Monts-des-Géants) est un major prussien et écrivain militaire.

## Biographie
Après le lycée Sainte-Marie-Madeleine de Breslau, il rejoint le 27 juillet 1870 comme volontaire d'un an  le 3e régiment de grenadiers de la Garde de l'armée prussienne. Il participe ainsi à la guerre franco-prussienne aux batailles de Saint-Privat et Sedan, aux batailles de sortie et d'avant-poste du Bourget, ainsi qu'à l'encerclement et au siège de Paris.
Après son année, Dechend est transféré au 80e régiment de fusiliers comme avantageur avec portepee le 28 juillet 1871. Ici, il est promu enseigne le 16 novembre et sous-lieutenant le 11 mai 1872. Du 1er octobre 1878 au 1er août 1881, il étudie à l'Académie de guerre. Il est promu premier lieutenant le 18 septembre 1867 et, à ce titre, est adjudant dans le district d'Attendorn de Landwehr entre le 1er octobre 1885 et le 1er octobre 1887. Selon des sources des archives de Marbourg, il publie en 1887 plusieurs articles sur l'histoire de la campagne de 1806. Pour ses travaux scientifiques au sein de l'état-major autrichien lors des campagnes du prince Eugène de Savoie, Dechend reçoit la croix de chevalier de l'ordre autrichien François-Joseph en mai 1888. Il est promu capitaine le 22 mars 1889 et affecté au régiment.
Nommé chef d'une de ses compagnies, Dechend est transféré au 83e régiment d'infanterie à Cassel le 22 mai 1889. À partir du 14 novembre 1893, il est affecté au budget annexe de l'état-major à la suite du régiment. Ses études sur l'histoire de la guerre paraissent en 1895 sous le titre Die kriegerische Rücksichtslosigkeit. Il y est promu au grade d'officier d'état-major le 18 avril 1896. Das Treffen bei Bar sur Aube est publiée en 1897 en supplément du Militär-Wochenblatt. Il ne recevra cependant le brevet de la major que le 27 janvier 1898. Le 1er avril 1898, il est affecté à l'état-major sur le budget secondaire. Le 17 octobre 1899, il est transféré au 50e régiment d'infanterie à Rawitsch et nommé commandant du 1er bataillon.
En accord avec sa demande d'adieu, Dechend reçoit la pension légale et le droit de porter l'uniforme du 80e régiment de fusiliers le 18 août 1900. En tant qu'officier du zD, Dechend commande le district d'Hagen de Landwehr du 18 janvier 1901 au 19 mai 1903. Co-auteur de Julius von Pflugk-Harttung, archiviste des Archives secrètes d'État (de), il publie Napoleon I en 1901, Kraft und Leben dem Vaterlande en 1906 et Die Geschichte der Befreiungskriege en 1912.
Le régiment charge le capitaine Friedrich von Lettow-Vorbeck de réécrire l'histoire du régiment. Pour l'édition publiée en 1913 sous le titre Geschichte des Füsilier-Regiments „von Gersdorff“ (Kurhessisches) Nr. 80 und seines Stamm-Regiments, des Kurhessischen Leibgarde-Regiments (de), von 1631 bis 1913, l'histoire de 1901 est utilisée comme base. Dechend apparaît donc ici aussi comme auteur.

## Publications
- (de) Geschichte des Füsilier-Regiments von Gersdorff (Hess.) Nr. 80: und seines Stamm-Regiments des kurhessischen Leibgarde-Regiments von 1632 bis 1900, Berlin, E.S. Mittler & Sohn, 1901
- (de) Geschichte des Füsilier-Regiments von Gersdorff (Kurhessisches), Berlin, Elwert’sche Universitäts- und Verlagsbuchhandlung, 1913